# Contopus sordidulus
Contopus sordidulus е вид птица от семейство Tyrannidae.

## Разпространение
Видът е разпространен в Белиз, Боливия, Бразилия, Канада, Кайманови острови, Колумбия, Коста Рика, Куба, Еквадор, Салвадор, Гватемала, Хондурас, Мексико, Никарагуа, Панама, Перу, САЩ и Венецуела.